# Agnès Fienga
Agnès Fienga es una astrónoma francesa que trabaja en el Institut de mécanique céleste et de calcul des éphémérides.
Es activa en el campo de la generación de efemérides planetarias y es miembro de la Unión Astronómica Internacional (IAU). Colaboró con el Dr. E. Myles Standish en la búsqueda de asteroides y su impacto en los movimientos orbitales. Fienga también está interesada en probar teorías gravitacionales de movimientos planetarios. Recientemente, ha procesado datos de rango Cassini, encontrando una característica anómala de movimiento en la órbita de Saturno, según los resultados de la doctora Yelena Pitieva.
Según la base de datos de NASA ADS, el índice h de A. Fienga es 9, con un número total de citas (auto-citaciones excluidas) iguales a 208.